# Santiago Giraldo
Santiago Giraldo (Pereira; 27 de noviembre de 1987) es un exjugador de tenis colombiano que disputó el circuito ATP Tour y representó a su país en Copa Davis. Su mejor ranking fue en el 2014 cuando llegó a ser 28.º del mundo. Además, en dobles llegó a ser 77.º del mundo. Sus mejores resultados fueron la final del ATP 500 de Barcelona (2014), final ATP 250 de Viña del Mar (2011), los cuartos de final del Masters 1000 de Madrid (2014) y la tercera ronda de Wimbledon (2014 y 2015) y Roland Garros (2012). 

## Carrera profesional

### 2003
Se convierte para ese momento en el tenista más joven de edad en su país en ingresar al ranking de la ATP, adquiriendo su primer punto en el Torneo Futuro de Medellín durante el mes de octubre, con sólo 15 años.

### 2005
Gana su primer torneo profesional en la categoría " Itf Future de 15.000 dólares en la ciudad de Medellín Colombia.

### 2006
Con 18 años logra en julio de ese año alzar el título del Challenger de Bogotá y llegar a la final del Challenger de Medellín.

### 2007
Al año siguiente lograría de nuevo el título del Challenger de Bogotá en marzo venciendo al brasileño Flávio Saretta, igualmente ganaría el Challenger de Quito frente al local Giovanni Lapentti. Además, logró llegar a dos finales de la misma categoría Challenger, en el Challenger de San Luis Potosí perdería en la final con el español Fernando Vicente pero alcanzaría a estar muy cerca al top 100 alcanzando la posición 115, en octubre de ese año, llegaría nuevamente a la final en el Challenger de Bogotá perdiendo frente a Marcos Daniel. Ese mismo año lograría clasificar al cuadro principal de Roland Garros y también lograría entrar por primera vez en su carrera al Top 150 del Ranking ATP. El único triunfo ATP de Giraldo en ese año fue por la Copa Davis venciendo al venezolano Yohny Romero y ganando la serie para Colombia 3-1 contra Venezuela.

### 2008
Completó un récord de 19-17 en Torneos Challenger, llegó a la final del Challenger de Fürth (perdiendo contra Daniel Köllerer) y llegando a las semifinales del Challenger de Cali. Clasificó en cuadros finales cinco veces, incluyendo los torneos ATP World Tour Masters 1000 de Indian Wells y Miami. Además, por segundo año consecutivo entró al cuadro principal Roland Garros como clasificado, perdiendo en la primera ronda contra Florent Serra.

### 2009
El entonces N° 2 de Colombia (detrás del N° 81 Alejandro Falla) terminó su mejor año fuera del Top 100 y (105) donde destacaron tres títulos de Challengers y un récord de 38-14. Abrió la campaña con el título del Challenger de Salinas (venciendo en la final a Michael Russell) y su único triunfo a nivel ATP en el partido de Copa Davis contra Uruguay en marzo. Siguió con la clasificación de Giraldo al cuadro principal del Masters 1000 de Indian Wells, perdiendo en la primera ronda frente a Nicolás Lapentti. Un mes más tarde ganó el título del Challenger de San Luis Potosí contra el italiano Paolo Lorenzi. Por tercer año seguido clasificó al cuadro principal de Roland Garros perdiendo con Denis Istomin por cinco sets en primera ronda. Giraldo ganaría en el tramo final de la temporada 19 de sus últimos 26 partidos, donde destacan las Semifinales en el Challenger de Cali y en el de Quito. También conseguiría el título en Sacramento (venciendo en la final al canadiense Jesse Levine) y pierde nuevamente contra el ecuatoriano Nicolas Lapentti en la final en Guayaquil. Resultado que le permitía ingresar al cuadro principal al Abierto de Australia por primera vez. Sumó en premios US$96,412 en el año.

### 2010

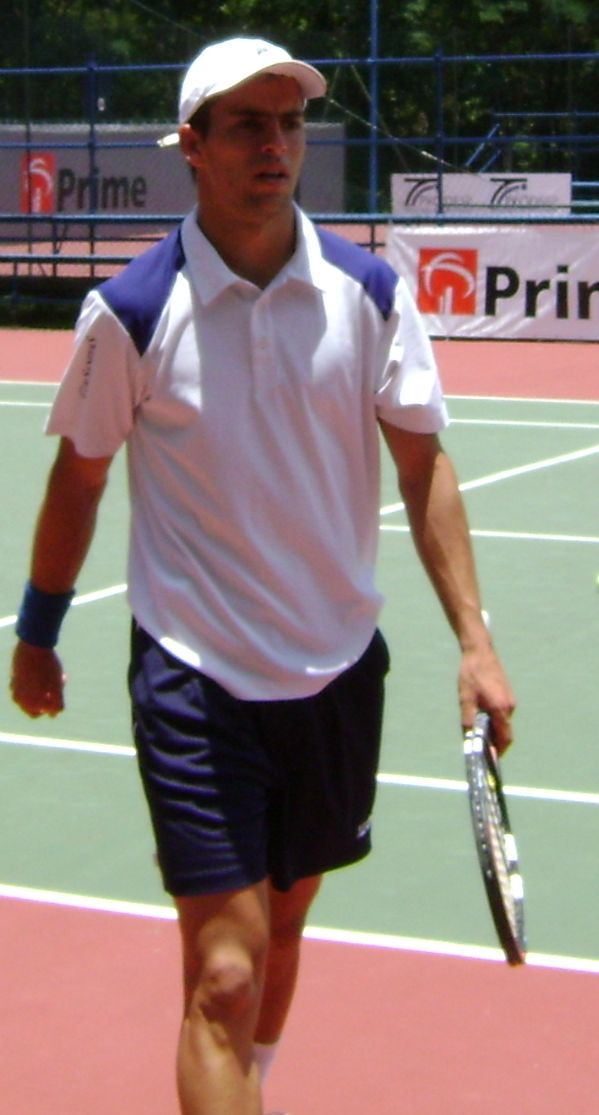
Santi Giraldo en 2011.

Este es el año de consolidación en el grupo de los Top 100, (alcanzó a estar entre los 50) Santiago, tuvo un récord de 16-4 en Torneos Challenger, ganando el Challenger de Pereira, su ciudad natal, nuevamente venciendo en una final al italiano Paolo Lorenzi. En el ATP 250 de Chennai disputado en enero, llegaría hasta cuartos de final, perdiendo en esa instancia contra el tenista croata Marin Čilić por 6-7 (3) y 1-6. En el primer Grand Slam del año, el Abierto de Australia, dio la sorpresa al superar al español Tommy Robredo número 16 del
Mundo en primera ronda, pero cae sorpresivamente ante el polaco Luckasz Kubot en segunda ronda. Santiago jugaría el BMW Sunrise y perdería contra el francés Gilles Simon por 1-6 y 2-6. Clasificaría al Masters de Miami donde debutaría derrotando al campeón del Roland Garros 2004 Gastón Gaudio por 6-1 y 6-3, luego pasaría a segunda ronda donde perdería contundentemente contra el ruso Mijaíl Yuzhny por 1-6 y 2-6.
En mayo, el colombiano disputa el Masters de Roma donde haría su mejor actuación llegando a tercera ronda, perdiendo contra el francés Jo-Wilfried Tsonga por 3-6 y 4-6, derrotando en primera ronda al exnúmero 1 del Mundo en 57 minutos por parciales de 6.0 6.3 Juan Carlos Ferrero. Luego disputaría en junio por cuarta vez consecutiva Roland Garros, perdiendo en primera ronda en 5 sets contra el japonés Kei Nishikori por 2-6, 4-6, 7-6 (3), 6-2 y 6-4. Disputaría el Torneo Queen´s Club, y aunque pasaría de primera ronda luego de 3 años seguidos perdiendo, caería derrotado ante el estadounidense Mardy Fish por 6-7(2) y 2-6.
En marzo, Giraldo integraría el grupo que representaría a Colombia en los Playoffs del Grupo Mundial de Copa Davis contra Canadá en la Zona Americana, Santiago se encargaría de ganar dos puntos para Colombia en la serie venciendo a Milos Raonic en 4 sets y a Steven Diez por un triple 6-3. Luego de que Colombia venciera a Canadá en la serie por 4-1, se enfrentarían a Estados Unidos en el Repechaje del Grupo Mundial, Giraldo vencería en su primer partido al N° 21 del mundo Sam Querrey en sets corridos, y en su segundo partido perdería ante Mardy Fish por 5 sets (8-6 en el último set).

### 2011
Jugaría su primer campeonato del año en enero, en el Torneo de Brisbane Santiago ganaría en primera ronda y segunda ronda a Gilles Simon y a Benjamin Becker respectivamente, ambos en sets corridos, y en cuartos de final perdería ante el sudafricano Kevin Anderson por 6-2, 3-6 y 4-6. Días después, jugaría el Torneo de Auckland venciendo En primera ronda a Daniel Gimeno Traver por 6-2 y 6-4, luego en segunda ronda derrotaría al N° 25 del mundo Albert Montañés en 3 sets; en Cuartos de final derrotaría al N° 31 Thomaz Bellucci, pero caería en semifinales frente al N° 7 del Ranking Mundial el español David Ferrer con parciales de 3-6 y 5-7. En el ATP de Santiago de Chile, Giraldo vencería en primera ronda al argentino Facundo Bagnis en 3 sets, en segunda ronda vence al ruso Igor Andreev, en Cuartos de final enfrentaría al argentino Juan Ignacio Chela y en la semifinal vencería al italiano Potito Starace en 3 sets, llegando así a su primera final ATP ante el español Tommy Robredo, quien lo venció por parciales de 6-2, 2-6 y 7-5 (5).
El colombiano jugaría el primer Master 1000 del año, el de Indian Wells, Santiago vencería en su primer enfrentamiento a Daniel Gimeno Traver en sets corridos, pero caería en segunda ronda con el francés Michael Llodra. Luego jugaría el Masters de Miami, donde caería en su debut ante el ruso Igor Andreev con parciales de 6-1, 2-6 y 6-1. En el primer Masters 1000 en polvo de ladrillo, el Masters de Montecarlo, Santiago perdería contra el español Daniel Gimeno-Traver en primera ronda con parciales de 6-7 y 5-7. En primera ronda del ATP 500 de Barcelona, venció al N° 24 del ranking el brasileño Thomaz Bellucci con parciales de 7-5 y 6-3, luego enfrentaría al español Albert Ramos, derrotándolo en 3 sets luego de 2 horas y 26 minutos de partido; en tercera ronda se medía por primera vez en su carrera con el número uno del mundo Rafael Nadal, con resultado de 3-6 y 1-6 a favor del español.
En primera ronda del Masters de Madrid, Santiago venció al ucraniano Alexandr Dolgopolov con parciales de 6-1 y 7-5, luego en segunda ronda perdería con el sueco Robin Soderling. En mayo, Giraldo jugaría la primera ronda del Masters de Roma, donde pierde contra el estadounidense Mardy Fish en sets corridos. En junio, Santiago jugaría el segundo Grand Slam del año, y quinto Roland Garros, consecutivo donde se mediría ante el español Pablo Andújar y caería con este. En Wimbledon, cae en primera ronda con el francés y N° 13 del mundo Richard Gasquet en sets corridos. En primera ronda del ATP 250 de Stuttgart le ganaría al austriaco N° 12 del mundo Jurgen Melzer con parciales de 6-4 y 7-5, en su siguiente encuentro vencería al francés Jeremy Chardy por 1-6, 7-5 y 6-4, y finalmente en cuartos de final caería ante el polaco Lukasz Kubot en 3 sets.
En el US Open, Giraldo cae en primera ronda a manos del pentacampeón del US Open y N° 3 del mundo Roger Federer con parciales de 4-6, 3-6 y 2-6.
Luego de jugar el último Grand Slam del año, Giraldo jugaría el Torneo de Tokio, venciendo en primera ronda al holandés Robin Haase por 6-3 y 7-6 (5), en segunda ronda vence al ruso Dmitry Tursunov, y en cuartos de final cae ante el N° 2 del mundo, el español Rafael Nadal, con parciales 6-7 (6) y 3-6.
En este año, Giraldo logra alcanzar el puesto 44 del Ranking ATP, que era hasta ese momento su ranking más alto.

### 2012

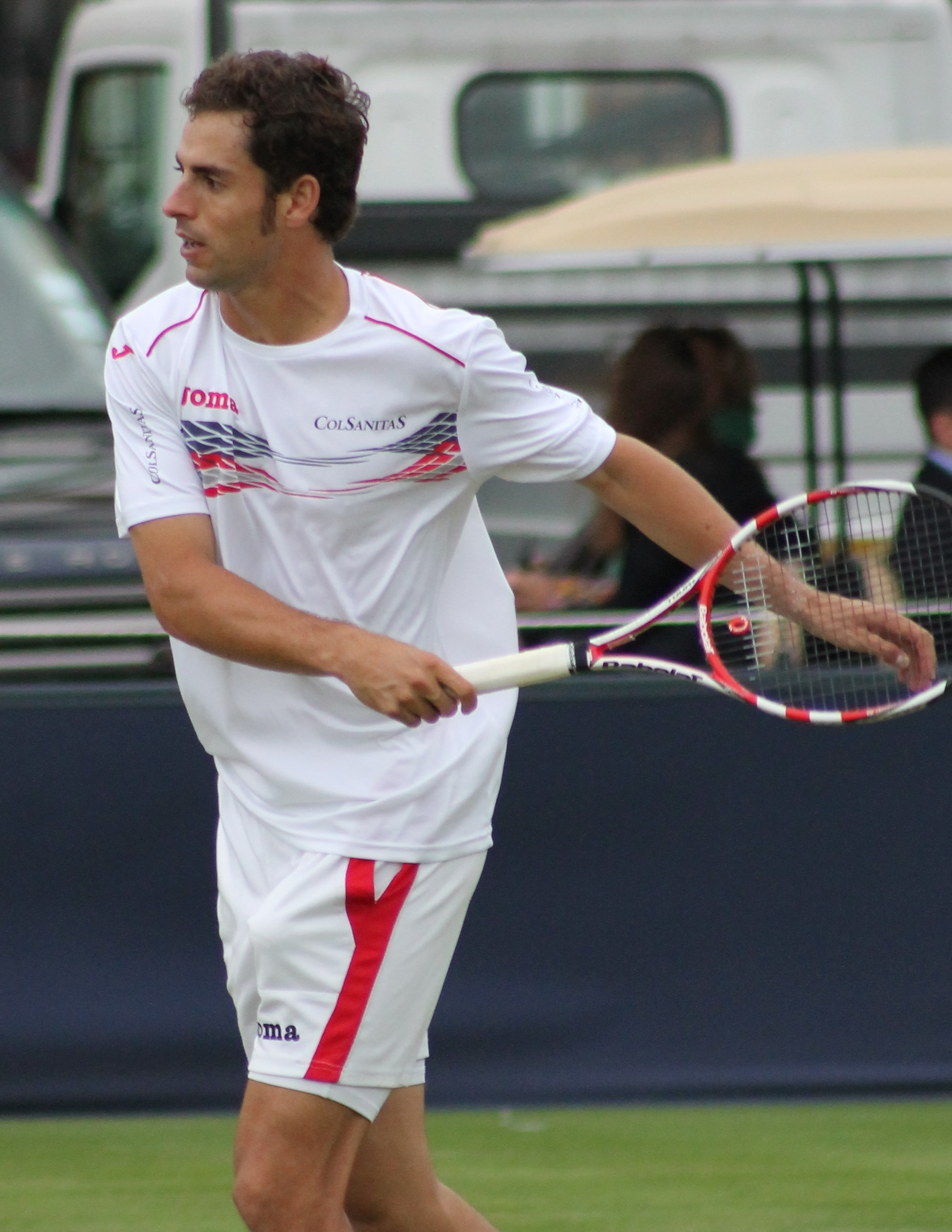
Giraldo en 2013.

Comenzó el año jugando el ATP 500 de Acapulco, ganando su primer partido frente al argentino David Nalbandian con parciales de 6-2 y 6-2, en segunda ronda vence al español N° 28 del mundo Marcel Granollers en sets corridos, en cuartos de final derrota al argentino Carlos Berlocq con parciales 7-5, 3-6 y 6-4; y en semifinales perdería ante el español N° 6 del mundo David Ferrer con parciales de 5-7 y 4-6.
En el Abierto de Australia, Giraldo debutaría ante el italiano Matteo Viola venciéndolo por parciales de 6-4, 6-2 y 6-1; en su siguiente partido enfrentaría al serbio N° 1 del mundo Novak Djoković y perdería en sets corridos.
Santiago disputaría el primer Masters 1000 del año en Indian Wells, debutando en primera ronda ante el estadounidense Jack Sock venciéndolo por parciales de 5-7, 6-0 y 6-1; en la siguiente ronda enfrentaría al N° 17 del mundo el japonés Kei Nishikori, derrotándolo sorpresivamente por 7-5 y 6-2, en tercera ronda enfrentaría al N° 12 el español Nicolás Almagro perdiendo en 3 sets.
En su sexto Roland Garros, consecutivo, enfrentaría en primera ronda a su compatriota Alejandro Falla y ganaría con parciales de 5-7, 6-2, 6-4 y 7-6, en segunda ronda enfrentaría al australiano N° 25 del ranking Bernard Tomic y lo derrota con parciales de 6-4, 6-1 y 6-3 en 1 hora y 45 minutos, en tercera ronda enfrentaría al N° 4 del mundo el británico Andy Murray, cayendo derrotado en sets corridos.
En Wimbledon, Giraldo enfrentaría en primera ronda al canadiense Milos Raonic, perdiendo en 4 sets. En julio de ese año, Giraldo disputaría los Juegos Olímpicos Londres 2012, donde derrotaría en su debut en primera ronda al estadounidense Ryan Harrison en sets corridos, pero en segunda ronda perdería ante el belga Steve Darcis, terminándose así su participación en los Juegos Olímpicos. El 16 de julio, Santiago subió al puesto 39 del Ranking ATP, superando a Alejandro Falla (N° 54 del mundo) y convirtiéndose en el mejor tenista colombiano en el ranking. El 10 de septiembre, juega el Challenger de Cali donde gana en primera ronda, pero luego no pudo seguir jugando en el año por una operación de emergencia de Peritonitis por apendicitis.

### 2013
A comienzos de 2013, Santiago Giraldo jugaría el Torneo de Acapulco, debutaría ante el español Rubén Ramírez Hidalgo al que vencería por parciales de 4-6, 6-4 y 6-4; en segunda ronda enfrentaría y vencería al portugués Joao Souza por 7-6 (8) y 7-5, luego de superar al tenista portugués enfrentaría en Cuartos de final al italiano Fabio Fognini con el que perdería en sets corridos. Días después, jugaría el ATP 250 de Atlanta donde debutaría con victoria ante el local Jack Sock por 7-5 y 6-4; en el siguiente partido enfrentaría a otro local, Michael Russell, al que derrotaría en 3 sets, en Cuartos de final se mediría ante otro estadounidense, Ryan Harrison, pero esta vez caería en un duro enfrentamiento por 6-3, 3-6 y 7-6 (2). Disputaría el Abierto de Australia donde perdería en su debut nuevamente ante Ryan Harrison. En el Masters 1000 de Miami, Giraldo llegaría hasta segunda ronda donde perdería ante el croata Marin Čilić. El tenista risaraldense igualmente participó en el ATP 250 Claro Open Colombia 2013, en Bogotá, pero fue vencido en cuartos de final por el sudafricano Kevin Anderson, en solo dos set (6-3 y 6-3).
Anderson fue superior en la mayor parte del partido. Anderson se vería superado en semifinales por el tenista croata Ivo Karlović que terminaría ganando el torneo derrotando al también tenista colombiano Alejandro Falla. Termina su temporada en el Challenger de Bogotá perdiende en cuartos de final contra su compatriota Alejandro Falla.

### 2014

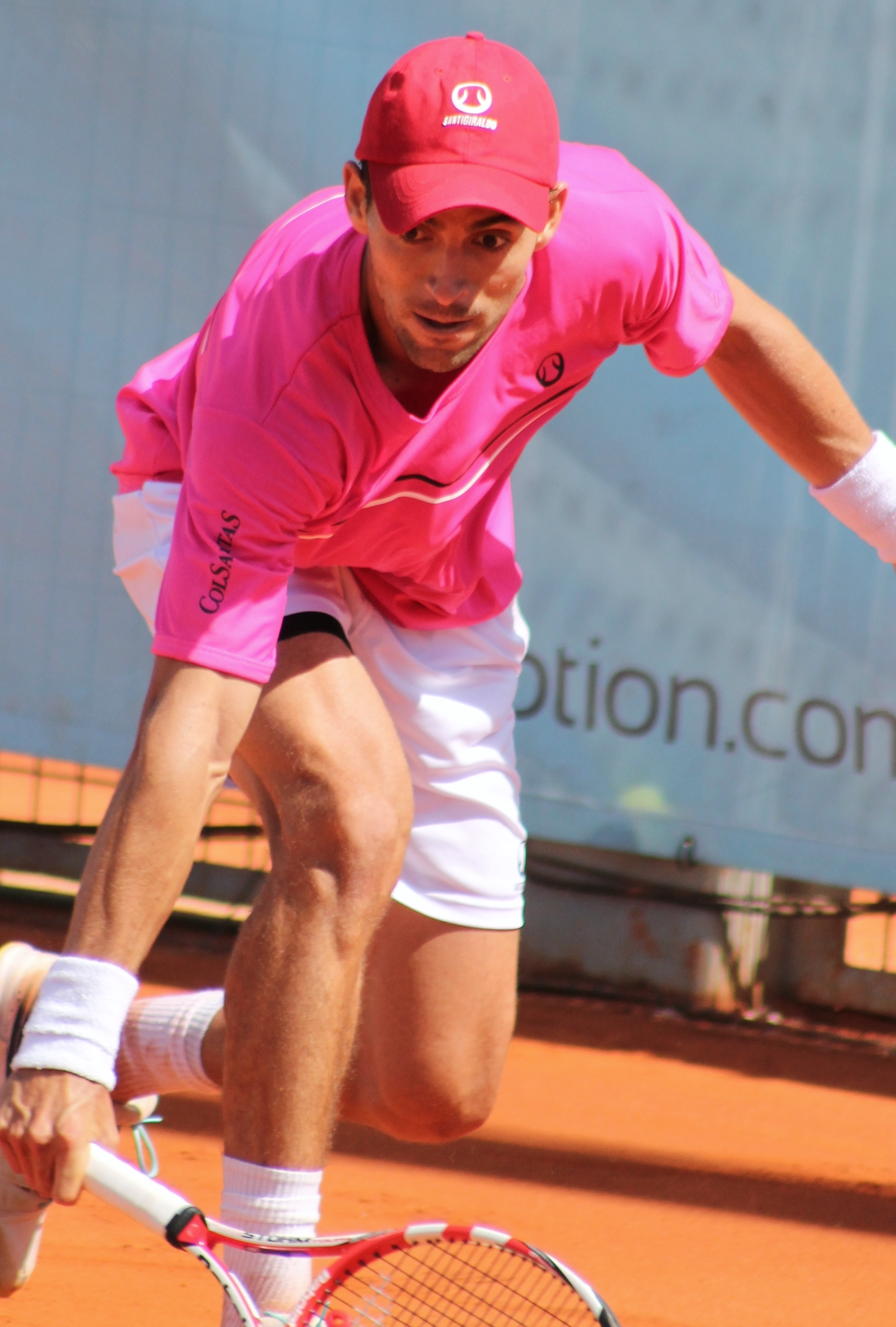
Santi Giraldo luchando una pelota en el 2014.

Llegó a la final del Torneo Conde de Godó (Barcelona), tras ganarle en semifinal al Top 20 Nicolás Almagro, verdugo de Nadal en La Ronda anterior, para luego ceder en la
Final ante el japonés Kei Nishikori.
En el Masters de Madrid 2014 derrota en 1 ronda a Lleyton Hewitt con parciales 7-5 4-6 y 6-2, en 2 ronda enfrenta al francés Jo-Wilfried Tsonga y lo derrota con parciales 6-4 y 6-3, y en 3 ronda al número 8 del ranking ATP el británico Andy Murray con parciales 6-3 y 6-2; ganándole por primera vez en su carrera al ex número 2 del ranking. Finalmente, cayó en cuartos de final ante el español Roberto Bautista por un 6-3, 6-4.En el Masters de Roma 2014 fue derrotado en 1 ronda ante el croata Marin Čilić por parciales de 4-6 0-2 (retiro).En lo que sería para él su octavo Roland Garros caería en 1 ronda ante Andreas Seppi con parciales de 6-3 7-5 y 6-3.
Su temporada sobre césped comenzaría en Eastbourne donde en 1 ronda perdería contra Jarkko Nieminen con parciales de 3-6 7-6(5) y 3-6.En Wimbledon alcanzaría la 3 ronda, en la 1 ronda derrotaría al español Daniel Gimeno-Traver con parciales de 6-1 7-5 y 6-0, en 2 ronda se enfrentaría ante otro español en esta ocasión ante Marcel Granollers con parciales de 4-6 7-6(2) 1-6 6-1 y 7-5, ya en 3 ronda se enfrentaría ante el 7 veces campeón deWimbledon Roger Federer y caería con parciales de 3-6 1-6 y 3-6.En el Mercedes CupSantiago ganaría en 1 ronda a Mate Delić con parciales de 6-4 6-2, en 2 ronda derrotó a Philipp Davydenko con parciales de 6-1 6-7(5) y 6-3 ya en 3 ronda caería ante el italiano Fabio Fognini con parciales de 4-6 3-6. En el torneo de Hamburgo sería el pre clasificado 11 lo cual paso directamente a la 2 ronda donde derrotó al francés Benoît Paire con parciales de 7-6(6) 6-2 y en la 3 ronda perdería ante Alexander Zverev con parciales de 4-6 6-7(6).
Comenzaría su gira por Norteamérica en el 500 de Washington donde sería pre clasificado 10 lo cual paso directamente a la 2 ronda donde le ganaría al alemán Benjamin Becker con parciales de 6-2 7-6(3), en 3 ronda derrotó a Victor Estrella con parciales de 6-2 6-0, ya en cuartos de final perdería ante el canadiense Vasek Pospisil con parcailes de 7-6(4) 3-6 y 4-6. En el Masters 1000 de Toronto Santi perdería en 1 ronda ante Nick Kyrgios con parciales de 6-7(3) 5-7; igual le pasó en el Masters 1000 de Cincinnati donde no podría superar la 1 ronda y esta vez ante el italiano Andreas Seppi con parciales de 6-4 2-6 5-7. En el US open caería en 1 ronda ante el ruso Teimuraz Gabashvili con parciales de 3-6 6-1 6-7(6) 3-6.
En su gira Asiática en el torneo de Schenzen luego de ganar su partido de cuartos de final ante Troicki y luego perder en la semifinal ante Robredo, consigue su mejor ranking el puesto número 28 del mundo.
Termina su año en el puesto 32 luego de acabe el master 1000 de Paris Bercy.

### 2015
Termina el año 2015 descendiendo 42 puestos del ranking ATP posicionándose número 70 con 716 puntos de clasificación. Santiago Giraldo finaliza el 2015 en la posición 70 de la clasificación ATP (enlace roto disponible en Internet Archive; véase el historial, la primera versión y la última).

### 2016
Gana el challengers de Praga tras una final con el bielorruso Uladzimir Ignatik en un juego 6-4, 3-6 y 7-6(2).

### 2017
Participa en agosto en el torneo challenger de Santo Domingo, quedando eliminado en segunda ronda ante Evan King dos sets abajo (2-6 , 3-4). Se ubica en la posición 129 del ranking ATP con 442 puntos de clasificación.
Participa en El Abierto de Estados Unidos, llegando únicamente hasta segunda ronda luego de perder frente a Philipp Kohlschreiber con parciales 2-6, 1-6, 0-3. Termina en el ranking ATP con la posición 129. Decide retirarse parcialmente del tenis profesional por malos resultados profesionales y físicos.

### 2018
Luego de seis meses de pausa, participa en la fase de clasificación del Miami Open en donde cayó en el cuadro clasificatorio frente al sueco de 21 años Elías Ymer con parciales de 7-6 y 6-4.
Es escogido para representar Colombia en la serie de Copa Davis frente a Brasil disputada en Barranquilla en abril, su primer partido lo pierde contra Thiago Monteiro por 6-1, 6-2 y descontando el primer punto para Colombia.
Grand Slams: Disputa las rondas clasificatorias de Wimbledon, Roland Garros y US Open sin lograr entrar a los cuadros principales de competencia.
Roland Garros: En la ronda clasificadora de 64 jugadores, perdió con el español Roberto Bautista por 6-4, 7-5 y 6-3.
Us Open: En las fases de clasificación llega a un segundo partido contra el canadiense Peter Polansky, el cual pierde con parciales de 7-6 y 6-4 nublando la oportunidad de llegar a la ronda principal. Este mismo rival también lo venció en el Odlum Brown Van Open de Canada(Challenger Tour) semanas atrás dentro de la ronda de 32 jugadores.
Challenger de Monterrey: Llega hasta la instancia semifinal en donde cae contra el croáta Ivo Karlović con parciales de 7-6, 4-6 y 6-7
Challenger de Lima: Pierde ronda de 32 contra Thiago Monteiro, parciales: 6-1,2-6,5-7.

### 2019
Copa Davis: Aporta la primera victoria en la serie de Play Off entre Colombia y Suecia a comienzos de febrero, superando a Elias Ymer con parciales de 6-2, 6-4.
Challenger de Morellos: Llega hasta octavos de final, eliminado por el canadiense Steve Diez con parciales de 6-3,1-6,1-6.
ATP 250 de Houston: Alcanza los octavos de final de un torneo ATP después de un año y ocho meses
Roland Garros: Llega hasta tercera ronda clasificatoria, cayendo con el alemán Rudolf Molleker con parciales de 6-4 4-6 4-6.
Wimbledon: No supera la primera ronda de clasificación contra el alemán Oscar Otte 3-6 5-7.
Challenger de Cassis: Llega hasta octavos de final, pero se ve obligado a retirarse de su duelo ante Dmitry Popko 
US Open: Supera los tres duelos correspondientes a la fase clasificatoria; sin embargo, se despide en primera ronda tras caer contra Aleksandr Búblik por 6-3 0-6 5-7 6-3 4-6.
Copa Davis: Cae ante Steve Darcis por 6-3 y 6-2 en el segundo punto de la serie ante Bélgica en la fase final.

### 2020
Challenger Bagnkok, TH: Llega hasta octavos de final, cayendo contra Andrea Arnaboldi con parcial de 6-4, 6-7, 4-6.
Challenger Bagnkok 2, TH: Llega hasta la ronda de 32, perdiendo contra Denis Istomin, con marcador de 3-6. 6-7.
Copa Davis: Cae ante Juan Ignacio Londero con parciales 6-7(6), 6-3 y 6-2 perdiendo un punto para Colombia.

## Victorias notables
A lo largo de su carrera derrotó a varios ex número uno del mundo como Lleyton Hewitt, Juan Carlos Ferrero y Andy Murray, y a rivales que alguna vez estuvieron ubicados en el top 10 como Jo-Wilfried Tsonga, Kei Nishikori, Marin Čilić, Milos Raonic, Dominic Thiem, Gilles Simon, Jürgen Melzer, Rainer Schüttler, Tommy Robredo, Janko Tipsarević y Nicolás Lapentti. Además, venció a jugadores de la generación dorada del tenis argentino como Gastón Gaudio, Guillermo Cañas, Mariano Puerta y David Nalbandian.
No sobra destacar que venció a 2 Top-10 al momento del encuentro: Marin Čilić y Andy Murray.
A lo largo de su carrera profesional registró un saldo de 168 victorias y 204 derrotas.
Se retiró en 2020.

## Participaciones en Grand Slam
| Torneo                      | 2007 | 2008 | 2009         | 2010         | 2011         | 2012 | 2013         | 2014         | 2015         | 2016 | 2017         | 2018         | 2019         | G-P  | Títulos |
| --------------------------- | ---- | ---- | ------------ | ------------ | ------------ | ---- | ------------ | ------------ | ------------ | ---- | ------------ | ------------ | ------------ | ---- | ------- |
| Torneos de Grand Slam       |      |      |              |              |              |      |              |              |              |      |              |              |              |      |         |
| Abierto de Australia        | A    | A    | A            | 2R           | 2R           | 2R   | 1R           | 1R           | 2R           | 2R   | 1R           | A            | A            | 5-8  | 0       |
| Roland Garros               | 1R   | 1R   | 1R           | 1R           | 1R           | 3R   | 1R           | 1R           | 2R           | 1R   | 1R           | 2R           | A            | 4-12 | 0       |
| Wimbledon                   | A    | A    | A            | 1R           | 1R           | 1R   | 2R           | 3R           | 3R           | 1R   | A            | A            | A            | 5-7  | 0       |
| Abierto de Estados Unidos   | A    | A    | A            | 1R           | 1R           | 1R   | 1R           | 1R           | 1R           | A    | 2R           | A            | 1R           | 1-8  | 0       |
| Juegos Olímpicos            |      |      |              |              |              |      |              |              |              |      |              |              |              |      |         |
| Juegos Olímpicos            | NC   | A    | No Celebrado | No Celebrado | No Celebrado | 2R   | No Celebrado | No Celebrado | No Celebrado | A    | No Celebrado | No Celebrado | No Celebrado | 1-1  | 0       |
| ATP World Tour Masters 1000 |      |      |              |              |              |      |              |              |              |      |              |              |              |      |         |
| Indian Wells                | A    | 2R   | 1R           | A            | 2R           | 3R   | 1R           | 2R           | 2R           | 1R   | 1R           | A            | A            | 6-9  | 0       |
| Miami                       | A    | 1R   | A            | 3R           | 3R           | 2R   | 2R           | 1R           | 3R           | 2R   | A            | A            | A            | 9-8  | 0       |
| Montecarlo                  | A    | A    | A            | A            | 1R           | A    | A            | A            | A            | A    | A            | A            | A            | 0-1  | 0       |
| Madrid                      | A    | A    | A            | 2R           | 2R           | 1R   | 2R           | CF           | 1R           | 1R   | A            | A            | A            | 6-7  | 0       |
| Roma                        | A    | A    | A            | 3R           | 1R           | 1R   | 1R           | 1R           | 1R           | A    | A            | A            | A            | 2-6  | 0       |
| Canadá                      | A    | A    | A            | 1R           | A            | A    | A            | 1R           | A            | A    | A            | A            | A            | 0-2  | 0       |
| Cincinnati                  | A    | A    | A            | 1R           | A            | 1R   | A            | 1R           | A            | A    | A            | A            | A            | 0-3  | 0       |
| Shanghái                    | A    | A    | A            | A            | 3R           | A    | 1R           | 1R           | A            | A    | A            | A            | A            | 2-3  | 0       |
| París                       | A    | A    | A            | 2R           | 1R           | A    | 2R           | 2R           | A            | A    | A            | A            | A            | 3-4  | 0       |

### Participación en dobles
| Torneos Grand Slam          |              |              |    |              |              |              |    |     |   |
| Australian Open             | 1R           | 1R           | 1R | 1R           | 1R           | 2R           | 1R | 1-7 | 0 |
| Roland Garros               | 1R           | 1R           | 1R | A            | 1R           | 2R           | A  | 1-5 | 0 |
| Wimbledon                   | 1R           | 1R           | A  | 1R           | 1R           | 1R           | A  | 0-5 | 0 |
| US Open                     | 1R           | 1R           | A  | A            | 2R           | 2R           | A  | 2-4 | 0 |
| Juegos Olímpicos            |              |              |    |              |              |              |    |     |   |
| Juegos Olímpicos            | No celebrado | No celebrado | 1R | No Celebrado | No Celebrado | No Celebrado | A  | 0-1 | 0 |
| ATP World Tour Masters 1000 |              |              |    |              |              |              |    |     |   |
| Indian Wells                | A            | A            | A  | A            | A            | 1R           | A  | 0-2 | 0 |
| Miami                       | A            | A            | A  | A            | A            | 1R           | A  | 0-1 | 0 |
| Montecarlo                  | A            | A            | A  | A            | A            | A            | A  | 0-0 | 0 |
| Madrid                      | A            | A            | A  | A            | A            | 1R           | A  | 0-1 | 0 |
| Roma                        | A            | A            | A  | A            | A            | A            | A  | 0-0 | 0 |
| Canadá                      | A            | A            | A  | A            | A            | A            | A  | 0-0 | 0 |
| Cincinnati                  | A            | A            | A  | A            | 2R           | A            | A  | 1-1 | 0 |
| Shanghái                    | A            | A            | A  | A            | 2R           | A            | A  | 1-1 | 0 |
| París                       | 1R           | A            | A  | A            | CF           | A            | A  | 2-2 | 0 |

## Títulos ATP (0; 0+0)

### Individual (0)
| Leyenda                   |
| Grand Slam (0)            |
| ATP World Tour Finals (0) |
| ATP Masters 1000 (0)      |
| ATP World Tour 500 (0)    |

#### Finalista (2)
| N.º | Fecha                | Torneo            | Superficie    | Oponente en la final | Resultado   |
| --- | -------------------- | ----------------- | ------------- | -------------------- | ----------- |
| 1.  | 6 de febrero de 2011 | Santiago de Chile | Tierra batida | Tommy Robredo        | 2-6 6-2 6-7 |
| 2.  | 27 de abril de 2014  | Barcelona         | Tierra batida | Kei Nishikori        | 2-6 2-6     |

### Dobles (0)
| Leyenda                |
| Grand Slam (0)         |
| Tennis Masters Cup (0) |
| ATP Masters Series (0) |
| ATP Tour (0)           |

#### Finalista (1)
| N.º | Fecha               | Torneo | Superficie    | Pareja       | Oponentes en la final        | Resultado   |
| --- | ------------------- | ------ | ------------- | ------------ | ---------------------------- | ----------- |
| 1.  | 22 de julio de 2012 | Gstaad | Tierra batida | Robert Farah | Marcel Granollers Marc López | 4-6, 6-7(9) |

## TítulosChallengers

### Individuales
| N.º | Fecha                | Torneo          | Superficie    | Oponente en la final | Resultado      |
| --- | -------------------- | --------------- | ------------- | -------------------- | -------------- |
| 1.  | 17 de julio de 2006  | Bogotá          | Tierra batida | Bruno Echagaray      | 6-3 1-6 6-2    |
| 2.  | 12 de marzo de 2007  | Bogotá          | Tierra batida | Flávio Saretta       | 7-6 (4) 6-2    |
| 3.  | 8 de octubre de 2007 | Quito           | Tierra batida | Giovanni Lapentti    | 7-6 (4) 6-4    |
| 4.  | 12 de enero de 2009  | Salinas         | Dura          | Michael Russell      | 6-3 6-2        |
| 5.  | 6 de abril de 2009   | San Luis Potosí | Tierra batida | Paolo Lorenzi        | 6-2 6-7(3) 6-2 |
| 6.  | 5 de octubre de 2009 | Sacramento      | Dura          | Jesse Levine         | 7-6(4) 6-1     |
| 7.  | 12 de abril de 2010  | Pereira         | Tierra batida | Paolo Lorenzi        | 6-3 6-3        |
| 8.  | 31 de marzo de 2013  | Pereira         | Tierra batida | Paul Capdeville      | 6-2 6-4        |

### Finalista en Individuales
- 2006: Medellín (pierde ante Chris Guccione)
- 2007: San Luis Potosí (pierde ante Fernando Vicente)
- 2007: Bogotá (pierde ante Marcos Daniel)
- 2008: Fürth (pierde ante Daniel Koellerer)
- 2009: Guayaquil (pierde ante Nicolás Lapentti)

### Dobles
| N.º | Fecha                  | Torneo    | Superficie    | Pareja           | Oponentes en la final          | Resultado |
| --- | ---------------------- | --------- | ------------- | ---------------- | ------------------------------ | --------- |
| 1.  | 3 de noviembre de 2008 | Guayaquil | Tierra batida | Sebastian Decoud | Thiago Alves / Ricardo Hocevar | 6-4 6-4   |

### Finalista en Dobles
- 2006: Cuenca (junto a Carlos Salamanca, pierden ante Frank Moser y Alex Satschko)
- 2008: Poznan (junto a Nicolas Coutelot, pierden ante Johan Brunstrom y Jean Julien Rojer)